# Ano Internacional da Ciência e Tecnologia Quântica
O Ano Internacional da Ciência e Tecnologia Quântica ( AIQ ) é uma celebração das Nações Unidas que visa destacar as contribuições da ciência quântica e as aplicações práticas da tecnologia quântica.